# Heinkel P.1071
O Heinkel P.1071 foi um projecto da Heinkel para um avião de caça assimétrico bimotor.